# Mandal
Mandal – norweskie miasto i gmina leżąca w regionie Vest-Agder.

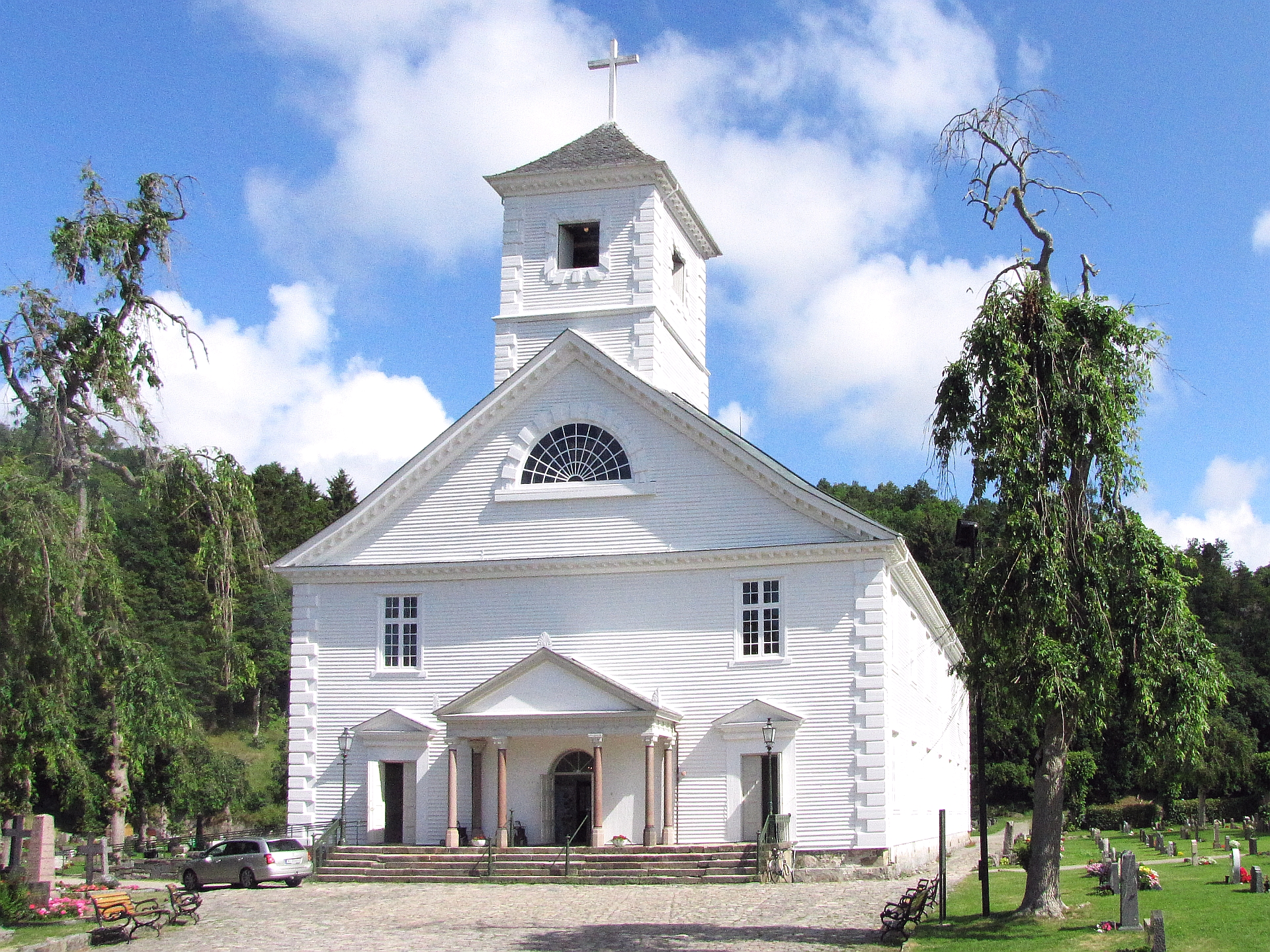
Kościół w Mandalu, zbudowany w 1821

Mandal jest 320. norweską gminą pod względem powierzchni.

## Demografia
Według danych z roku 2005 gminę zamieszkuje 14 010 osób. Gęstość zaludnienia wynosi 63,54 os./km². Pod względem zaludnienia Mandal zajmuje 72. miejsce wśród norweskich gmin.
| ludność stan na 1 stycznia 2005 |         |           |        |
|                                 | kobiety | mężczyźni | razem  |
| osób                            | 6949    | 7061      | 14 010 |
| %                               | 49,6%   | 50,4%     | 100%   |

| wykształcenie stan na 1 października 2004 |        |         |        |        |
|                                           | podst. | średnie | wyższe | niezn. |
| osób                                      | 1755   | 6608    | 2341   | 260    |
| %                                         | 16,01% | 60,27%  | 21,35% | 2,37%  |

## Edukacja
Według danych z 1 października 2004:
- liczba szkół podstawowych (norw. grunnskolar): 6
- liczba uczniów szkół podst.: 2001

## Władze gminy
Według danych na rok 2011 administratorem gminy (norw. rådmann) jest Knut Sæther, natomiast burmistrzem (norw. ordfører, d. borgermester) jest Alf Gottfred Møll.